# Сідлові точки (теорія ігор)
Сідлові́ то́чки — ситуації (a*, b*) в антагоністичних іграх з функцією виграшу H(a, b), для яких виконується подвійна нерівність: H(a, b*) ≤ H(a*, b*) ≤ H(a*, b) для всіх стратегій a гравця A, і для всіх стратегій b для гравця B.
Якщо уявити, що вісь b паралельна гірському хребту, а вісь a перпендикулярна йому, то сідлова точка буде відповідати перевалу через хребет.
Гра приходить до сідлової точки, у випадку, якщо гравці слідують принципу максіміна. Те саме поняття сідлових точок використовується в теорії математичному програмуванні та в теорії диференційних ігор.